# لادهم
لادهم (به انگلیسی: Ludham) یک روستا و محله مدنی در بریتانیا است که در North Norfolk واقع شده‌است. لادهم ۱۲٫۱۸ کیلومتر مربع مساحت و ۱٬۲۷۸ نفر جمعیت دارد.